# Het spookschip (Jerom groene reeks)
Het spookschip is een  stripverhaal uit de reeks van Jerom.

## Locaties
- strand, Morotari-burcht, haven aan de Middellandse Zee, eiland met dorp van kannibalen

## Personages
- Jerom, tante Sidonia, professor Barabas, Odilon, Arthur, ridders van Morotari, zeerovers, kapitein, zeemannen, kannibalen, kapitein John Kling

## Het verhaal
Jerom en Odilon vieren vakantie aan het strand en gaan diepzeeduiken. Ze vinden een oud galjoen en nemen een koffertje met een schatkaart mee. Er staat een route op dat door een spookschip is afgelegd. Jerom is niet geïnteresseerd in een schat, maar dan horen ze op de radio dat UNICEF geld nodig heeft. Als ze terug bij de Morotari-burcht zijn na hun vakantie, leggen ze het voorval voor aan de voltallige raad. Ze krijgen toestemming om de schat te zoeken en professor Barabas stuurt hen met de teletijdmachine naar het verleden. In een haven komen ze in aanraking met zeerovers en ze worden door de mannen verdoofd met een slaapdrank. Als ze weer wakker worden, zijn ze aan boord van een schip. De kapitein dwingt hen te helpen de schat in handen te krijgen. 
Jerom wordt bij de kanonniers ingelijfd en Odilon wordt scheepsjongen. Dan komt het spookschip in zicht en Jerom probeert het met een roeiboot te bereiken. De kapitein tekent de route op een kaart. Dan zien ze een ander schip en ook deze probeert het spookschip in handen te krijgen. Er begint een gevecht en beide schepen raken het spookschip kwijt. Het piratenschip zinkt in een storm en Jerom en Odilon komen per toeval op het spookschip terecht. Ze komen aan bij een eiland en dan merken ze dat het hele schip vol met vallen zit. Ze vallen in slaap door een slaapgas en als Jerom wakker wordt, is hij op het eiland. Hij ziet dat Odilon door kannibalen wordt meegenomen en in een prauw wordt gelegd. Ook Jerom wordt gevangen genomen door een slaapmiddel op een speer en de kannibalen willen hen offeren aan de goden van het water.
Er wordt een geit vlakbij hen vastgebonden. De geur van het dier zal krokodillen aantrekken. Jerom en Odilon kunnen ontkomen en ze maken ook de geit los, zodat hij voor de krokodillen kan vluchten. Jerom en Odilon komen weer op het spookschip terecht en ze ontmoeten de eigenaar. Kapitein John Kling was een berucht zeerover en is als enige nog in leven. Hij heeft een schat bijeen gestolen, maar heeft spijt en wil het goedmaken. Jerom vertelt dan over UNICEF en kapitein John geeft zijn schat dan aan Jerom. Professor Barabas flitst Jerom en Odilon terug naar het heden en de raad van Morotari treft schikkingen om de schat aan UNICEF over te dragen.

## Trivia
Er is nog een album in de stripreeks van Jerom met dezelfde naam; Het spookschip (1983). Er komt ook een spookschip voor in het album De kleppende klipper (Suske en Wiske-reeks, 1955) en in een stripalbum van Roodbaard (Het spookschip).